# Liste der Baudenkmale in Krausnick-Groß Wasserburg
In der Liste der Baudenkmale in Krausnick-Groß Wasserburg sind alle Baudenkmale der brandenburgischen Gemeinde Krausnick-Groß Wasserburg und ihrer Ortsteile aufgelistet. Grundlage ist die Veröffentlichung der Landesdenkmalliste mit dem Stand vom 1. Janaur 2025. Die Bodendenkmale sind in der Liste der Bodendenkmale in Krausnick-Groß Wasserburg aufgeführt.

## Baudenkmale
In den Spalten befinden sich folgende Informationen:
- ID-Nr.: Die Nummer wird vom Brandenburgischen Landesamt für Denkmalpflege vergeben. Ein Link hinter der Nummer führt zum Eintrag über das Denkmal in der Denkmaldatenbank. In dieser Spalte kann sich zusätzlich das Wort Wikidata befinden, der entsprechende Link führt zu Angaben zu diesem Denkmal bei Wikidata.
- Lage: die Adresse des Denkmales und die geographischen Koordinaten. Link zu einem Kartenansichtstool, um Koordinaten zu setzen. In der Kartenansicht sind Denkmale ohne Koordinaten mit einem roten beziehungsweise orangen Marker dargestellt und können in der Karte gesetzt werden. Denkmale ohne Bild sind mit einem blauen bzw. roten Marker gekennzeichnet, Denkmale mit Bild mit einem grünen beziehungsweise orangen Marker.
- Bezeichnung: Bezeichnung in den offiziellen Listen des Brandenburgischen Landesamtes für Denkmalpflege. Ein Link hinter der Bezeichnung führt zum Wikipedia-Artikel über das Denkmal.
- Beschreibung: die Beschreibung des Denkmales
- Bild: ein Bild des Denkmales und gegebenenfalls einen Link zu weiteren Fotos des Baudenkmals im Medienarchiv Wikimedia Commons

### Krausnick
| ID-Nr.                           | Lage                   | Bezeichnung | Beschreibung | Bild             |
| -------------------------------- | ---------------------- | --- | --- | ---------------- |
| 09140137                         | Hauptstraße 107 (Lage) | Fachwerkwohnhaus | | Fachwerkwohnhaus |
| 09140136 Wikidata                | Kirchsteig 2 (Lage)    | Kreuzkirche mit Kirchhof einschließlich Kriegerdenkmal, Familiengrabstätten Mudrio, Lindorf, Schillich und Berg sowie Kirchsteig mit Allee | Die evangelische Kirche ist ein Fachwerkbau, erbaut zwischen 1726 und 1728. Der Grundriss ist der eines symmetrischen griechischen Kreuzes. Im Inneren ein Kanzelaltar aus dem Jahre 1740. | weitere Bilder   |
| 09120869 Teilobjekt zu: 09140136 | Kirchsteig 2 (Lage)    | Kirchhof | Der Kirchhof wurde um 1730 angelegt. | BW               |
| 09120870 Teilobjekt zu: 09140136 | Kirchsteig 2 (Lage)    | Kriegerdenkmal | Das Denkmal steht an der Allee in der Achse zur Kirche. | BW               |
| 09120871 Teilobjekt zu: 09140136 | Kirchsteig 2 ()        | Grabanlage | Die Grabanlage ist der Familie Mudrio gewidmet. | weitere Bilder   |
| 09120872 Teilobjekt zu: 09140136 | Kirchsteig 2 ()        | Grabanlage | Die Grabanlage ist der Familie Lindorf gewidmet. Die Grabstelle ist neu belegt. | weitere Bilder   |
| 09120873 Teilobjekt zu: 09140136 | Kirchsteig 2 ()        | Grabanlage | Die Grabanlage ist der Familie Schillich gewidmet. | weitere Bilder   |
| 09120874 Teilobjekt zu: 09140136 | Kirchsteig 2 ()        | Grabanlage | Die Grabanlage ist der Familie Berg gewidmet. | weitere Bilder   |